# Vleeshuis (Ieper)

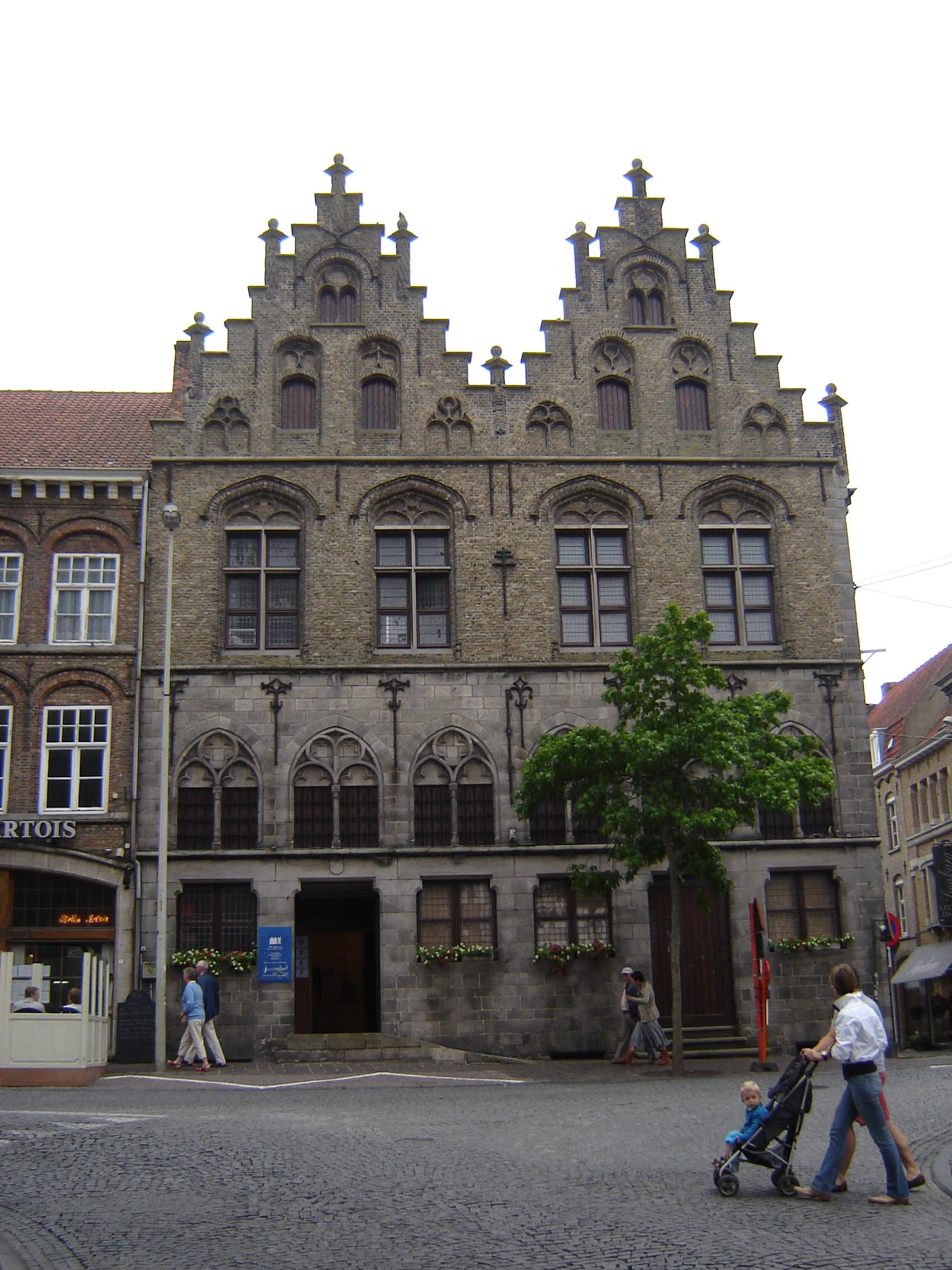
Vleeshuis

Het Vleeshuis is een gebouw in het centrum van Ieper.
De benedenverdieping is vroeggotisch en werd omstreeks 1275 opgetrokken. De laatgotische bovenverdieping is uit 1530 en heeft twee trapgevels. Voorheen was er het Stedelijk Museum in gevestigd, alsook de jeugddienst op de eerste verdieping en het jeugdhuis JOC in de kelder.